# Đội tuyển bóng đá quốc gia Indonesia
Đội tuyển bóng đá quốc gia Indonesia (tiếng Indonesia: Tim nasional sepak bola Indonesia) là đội tuyển bóng đá đại diện cho Indonesia trên bình diện quốc tế và do Hiệp hội bóng đá Indonesia (PSSI) quản lý.
Indonesia là đội bóng châu Á đầu tiên tham dự vòng chung kết World Cup, dưới tên gọi Đông Ấn Hà Lan vào năm 1938. Thành tích cao nhất của đội là lọt vào vòng 16 đội của AFC Asian Cup 2023, tấm huy chương đồng tại ASIAD 1958 cùng với 6 lần á quân AFF Cup giành được vào các năm 2000, 2002, 2004, 2010, 2016 và 2020.

## Lịch sử
Indonesia dưới tên gọi Đông Ấn Hà Lan là đội bóng châu Á đầu tiên tham dự vòng vòng loại World Cup sau khi được FIFA miễn thi đấu vòng loại của giải năm 1938 ở Pháp vì giải khi đó có quá ít đội bóng tham gia vào phút chót. Trận thua 0–6 tại vòng 1 ở Reims trước đội á quân Hungary là trận đấu duy nhất tại một vòng chung kết World Cup của đội.
Năm 1958, đội dự vòng loại World Cup đầu tiên của mình với tư cách là nước Indonesia độc lập. Sau khi vượt qua được Trung Quốc ở vòng 1, đội đã bỏ cuộc khi từ chối đấu với Israel. Những năm sau thì cũng vì lý do chính trị mà Indonesia không tiếp tục tham gia giải đấu. Mãi đến năm 1974 đội mới trở lại.
Indonesia đã có bốn lần liên tiếp tham dự vòng chung kết Asian Cup trong giai đoạn 1996-2007 nhưng đều không vượt qua được vòng bảng. Lần đầu là vào năm 1996 diễn ra ở UAE, nơi đội giành 1 điểm duy nhất sau trận hòa với Kuwait ở vòng bảng. Ở lần thứ hai góp mặt tại giải đấu năm 2000 trên đất Liban, một lần nữa, Indonesia cũng chỉ giành được 1 điểm sau 3 trận đấu. Tại Asian Cup 2004, thành tích của đội tốt hơn khi giành thắng lợi đầu tiên trong lịch sử tham dự giải khi đánh bại Qatar với tỉ số 2–1; tuy nhiên kết quả này chưa đủ để đưa đội vượt qua vòng bảng. Đến Asian Cup 2007, với tư cách là đồng chủ nhà, Indonesia được vào thẳng vòng chung kết. Lần này, đội đã thắng Bahrain 2–1, sau đó lần lượt thua Ả Rập Saudi 1–2 và Hàn Quốc 0–1, qua đó kết thúc giải ở vị trí thứ 3 bảng D và không thể đi tiếp.
Sau 16 năm vắng bóng, Indonesia trở lại sân chơi lớn nhất châu lục ở giải đấu năm 2023 và lần này đội đã làm nên lịch sử khi có lần đầu tiên vượt qua vòng bảng. Đội thua cùng tỷ số 1-3 trước Nhật Bản và Iraq nhưng đã đánh bại đối thủ cùng khu vực Đông Nam Á là Việt Nam 1–0, qua đó đứng thứ 3 bảng D với 3 điểm và giành vé đi tiếp với tư cách 1 trong 4 đội đứng thứ 3 có thành tích tốt nhất. Đội dừng bước ở ngay vòng knock-out đầu tiên khi nhận thất bại 0–4 trước Úc.
Ở cấp độ khu vực, Indonesia chưa bao giờ giành được chức vô địch AFF Cup, dù đã có 6 lần lọt vào trận chung kết (2000, 2002, 2004, 2010, 2016 và 2020). Họ chỉ có hai lần lên ngôi quán quân trong khu vực vào các năm 1987 và 1991 khi giành huy chương vàng tại đại hội thể thao SEA Games, khi đó còn cho phép các nước cử đội tuyển quốc gia tham dự.

## Đội ngũ huấn luyện

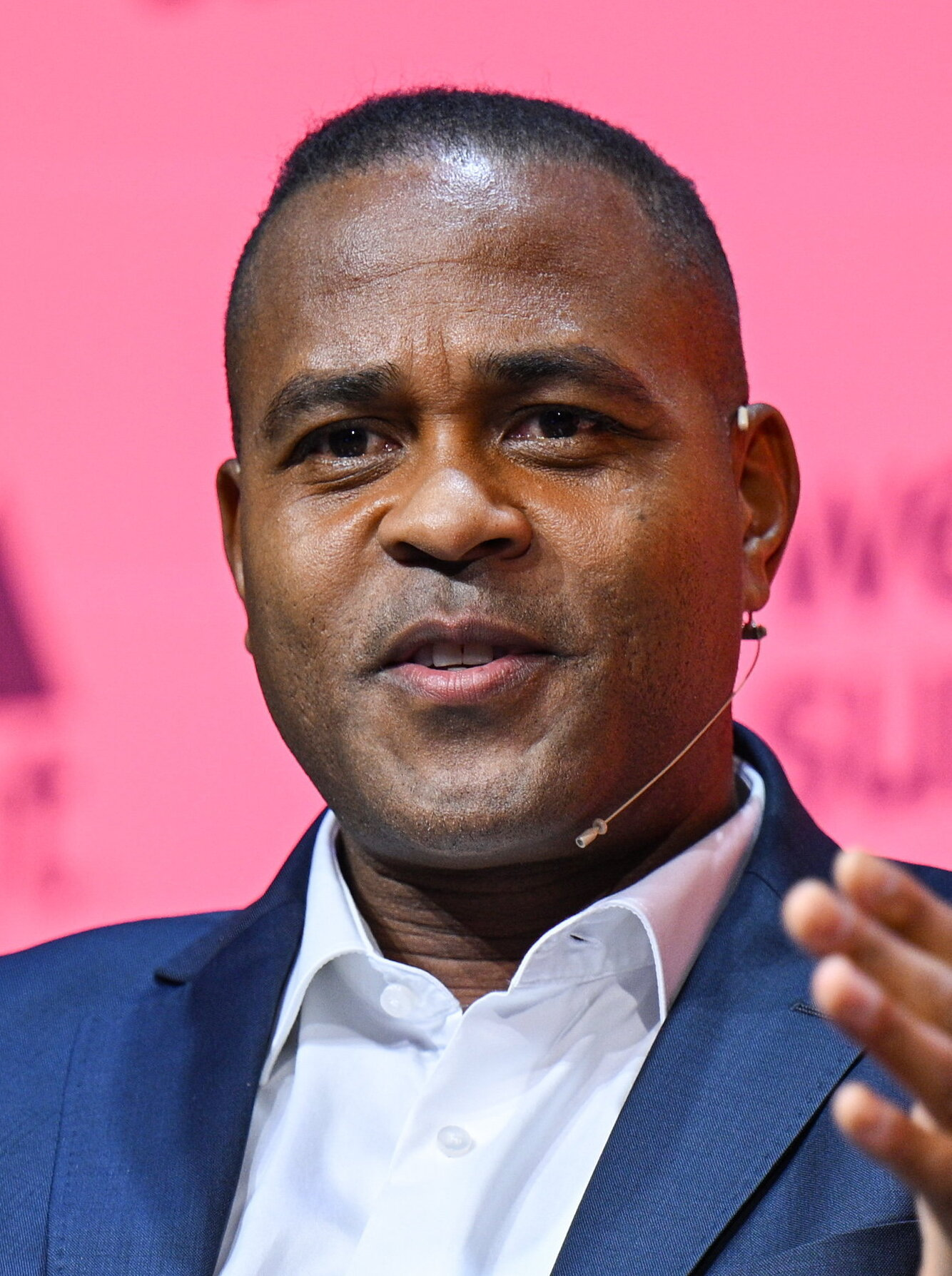
Patrick Kluivert là huấn luyện viên trưởng hiện tại của Indonesia

## Giải đấu

### Giải vô địch bóng đá thế giới
| Năm         | Kết quả                  | St                       | T                        | H                        | B                        | Bt                       | Bb                       |
| ----------- | ------------------------ | ------------------------ | ------------------------ | ------------------------ | ------------------------ | ------------------------ | ------------------------ |
| 1930 ↓ 1934 | Không tham dự            | Không tham dự            | Không tham dự            | Không tham dự            | Không tham dự            | Không tham dự            | Không tham dự            |
| 1938        | Vòng bảng                | 1                        | 0                        | 0                        | 1                        | 0                        | 6                        |
| 1950        | Bỏ cuộc                  | Bỏ cuộc                  | Bỏ cuộc                  | Bỏ cuộc                  | Bỏ cuộc                  | Bỏ cuộc                  | Bỏ cuộc                  |
| 1954        | Không tham dự            | Không tham dự            | Không tham dự            | Không tham dự            | Không tham dự            | Không tham dự            | Không tham dự            |
| 1958 ↓ 1962 | Bỏ cuộc                  | Bỏ cuộc                  | Bỏ cuộc                  | Bỏ cuộc                  | Bỏ cuộc                  | Bỏ cuộc                  | Bỏ cuộc                  |
| 1966 ↓ 1970 | Không tham dự            | Không tham dự            | Không tham dự            | Không tham dự            | Không tham dự            | Không tham dự            | Không tham dự            |
| 1974 ↓ 2014 | Không vượt qua vòng loại | Không vượt qua vòng loại | Không vượt qua vòng loại | Không vượt qua vòng loại | Không vượt qua vòng loại | Không vượt qua vòng loại | Không vượt qua vòng loại |
| 2018        | Bị cấm thi đấu           | Bị cấm thi đấu           | Bị cấm thi đấu           | Bị cấm thi đấu           | Bị cấm thi đấu           | Bị cấm thi đấu           | Bị cấm thi đấu           |
| 2022        | Không vượt qua vòng loại | Không vượt qua vòng loại | Không vượt qua vòng loại | Không vượt qua vòng loại | Không vượt qua vòng loại | Không vượt qua vòng loại | Không vượt qua vòng loại |
| 2026 ↓ 2030 | Chưa xác định            | Chưa xác định            | Chưa xác định            | Chưa xác định            | Chưa xác định            | Chưa xác định            | Chưa xác định            |
| Tổng cộng   | Vòng 1                   | 1                        | 0                        | 0                        | 1                        | 0                        | 6                        |

### Cúp bóng đá châu Á
| Năm           | Thành tích               | Trận                     | Thắng                    | Hoà                      | Thua                     | BT                       | BB                       |
| ------------- | ------------------------ | ------------------------ | ------------------------ | ------------------------ | ------------------------ | ------------------------ | ------------------------ |
| 1956 đến 1964 | Không tham dự            | Không tham dự            | Không tham dự            | Không tham dự            | Không tham dự            | Không tham dự            | Không tham dự            |
| 1968 đến 1992 | Không vượt qua vòng loại | Không vượt qua vòng loại | Không vượt qua vòng loại | Không vượt qua vòng loại | Không vượt qua vòng loại | Không vượt qua vòng loại | Không vượt qua vòng loại |
| 1996          | Vòng bảng                | 3                        | 0                        | 1                        | 2                        | 4                        | 8                        |
| 2000          | Vòng bảng                | 3                        | 0                        | 1                        | 2                        | 0                        | 7                        |
| 2004          | Vòng bảng                | 3                        | 1                        | 0                        | 2                        | 3                        | 9                        |
| 2007          | Vòng bảng                | 3                        | 1                        | 0                        | 2                        | 3                        | 4                        |
| 2011          | Không vượt qua vòng loại | Không vượt qua vòng loại | Không vượt qua vòng loại | Không vượt qua vòng loại | Không vượt qua vòng loại | Không vượt qua vòng loại | Không vượt qua vòng loại |
| 2015          | Không vượt qua vòng loại | Không vượt qua vòng loại | Không vượt qua vòng loại | Không vượt qua vòng loại | Không vượt qua vòng loại | Không vượt qua vòng loại | Không vượt qua vòng loại |
| 2019          | Bị cấm thi đấu           | Bị cấm thi đấu           | Bị cấm thi đấu           | Bị cấm thi đấu           | Bị cấm thi đấu           | Bị cấm thi đấu           | Bị cấm thi đấu           |
| 2023          | Vòng 2                   | 4                        | 1                        | 0                        | 3                        | 3                        | 10                       |
| 2027          | Vượt qua vòng loại       | Vượt qua vòng loại       | Vượt qua vòng loại       | Vượt qua vòng loại       | Vượt qua vòng loại       | Vượt qua vòng loại       | Vượt qua vòng loại       |
| Tổng cộng     | Vòng 16 đội              | 16                       | 3                        | 2                        | 11                       | 13                       | 38                       |

### Thế vận hội
| Năm           | Thành tích                             | Thứ hạng                               | GP                                     | W                                      | D                                      | L                                      | GS                                     | GA                                     |
| ------------- | -------------------------------------- | -------------------------------------- | -------------------------------------- | -------------------------------------- | -------------------------------------- | -------------------------------------- | -------------------------------------- | -------------------------------------- |
| 1900 đến 1952 | Không tham dự, là thuộc địa của Hà Lan | Không tham dự, là thuộc địa của Hà Lan | Không tham dự, là thuộc địa của Hà Lan | Không tham dự, là thuộc địa của Hà Lan | Không tham dự, là thuộc địa của Hà Lan | Không tham dự, là thuộc địa của Hà Lan | Không tham dự, là thuộc địa của Hà Lan | Không tham dự, là thuộc địa của Hà Lan |
| 1956          | Tứ kết                                 | 7th                                    | 2                                      | 0                                      | 1                                      | 1                                      | 0                                      | 4                                      |
| 1960          | Không vượt qua vòng loại               | Không vượt qua vòng loại               | Không vượt qua vòng loại               | Không vượt qua vòng loại               | Không vượt qua vòng loại               | Không vượt qua vòng loại               | Không vượt qua vòng loại               | Không vượt qua vòng loại               |
| 1964          | Bỏ cuộc                                | Bỏ cuộc                                | Bỏ cuộc                                | Bỏ cuộc                                | Bỏ cuộc                                | Bỏ cuộc                                | Bỏ cuộc                                | Bỏ cuộc                                |
| 1968 đến 1988 | Không vượt qua vòng loại               | Không vượt qua vòng loại               | Không vượt qua vòng loại               | Không vượt qua vòng loại               | Không vượt qua vòng loại               | Không vượt qua vòng loại               | Không vượt qua vòng loại               | Không vượt qua vòng loại               |
| Tổng cộng     | Tứ kết                                 | 1/18                                   | 2                                      | 0                                      | 1                                      | 1                                      | 0                                      | 4                                      |

### Á vận hội
| Năm           | Thành tích      | Thứ hạng      | GP            | W             | D             | L             | GS            | GA            |
| ------------- | --------------- | ------------- | ------------- | ------------- | ------------- | ------------- | ------------- | ------------- |
| 1951          | Tứ kết          | 6th           | 1             | 0             | 0             | 1             | 0             | 3             |
| 1954          | Hạng 4          | 4th           | 4             | 2             | 0             | 2             | 15            | 12            |
| 1958          | Huy chương đồng | 3rd           | 5             | 4             | 0             | 1             | 15            | 7             |
| 1962          | Vòng 1          | 5th           | 3             | 2             | 0             | 1             | 9             | 3             |
| 1966          | Tứ kết          | 5th           | 5             | 2             | 2             | 1             | 8             | 4             |
| 1970          | Tứ kết          | 5th           | 5             | 1             | 2             | 2             | 4             | 7             |
| 1974 đến 1982 | Không tham dự   | Không tham dự | Không tham dự | Không tham dự | Không tham dự | Không tham dự | Không tham dự | Không tham dự |
| 1986          | Hạng 4          | 4th           | 6             | 1             | 2             | 3             | 4             | 14            |
| 1990 đến 1998 | Không tham dự   | Không tham dự | Không tham dự | Không tham dự | Không tham dự | Không tham dự | Không tham dự | Không tham dự |
| Tổng cộng     | Huy chương đồng | 7/13          | 29            | 12            | 6             | 11            | 55            | 50            |